# Drei-Heister-Kapelle

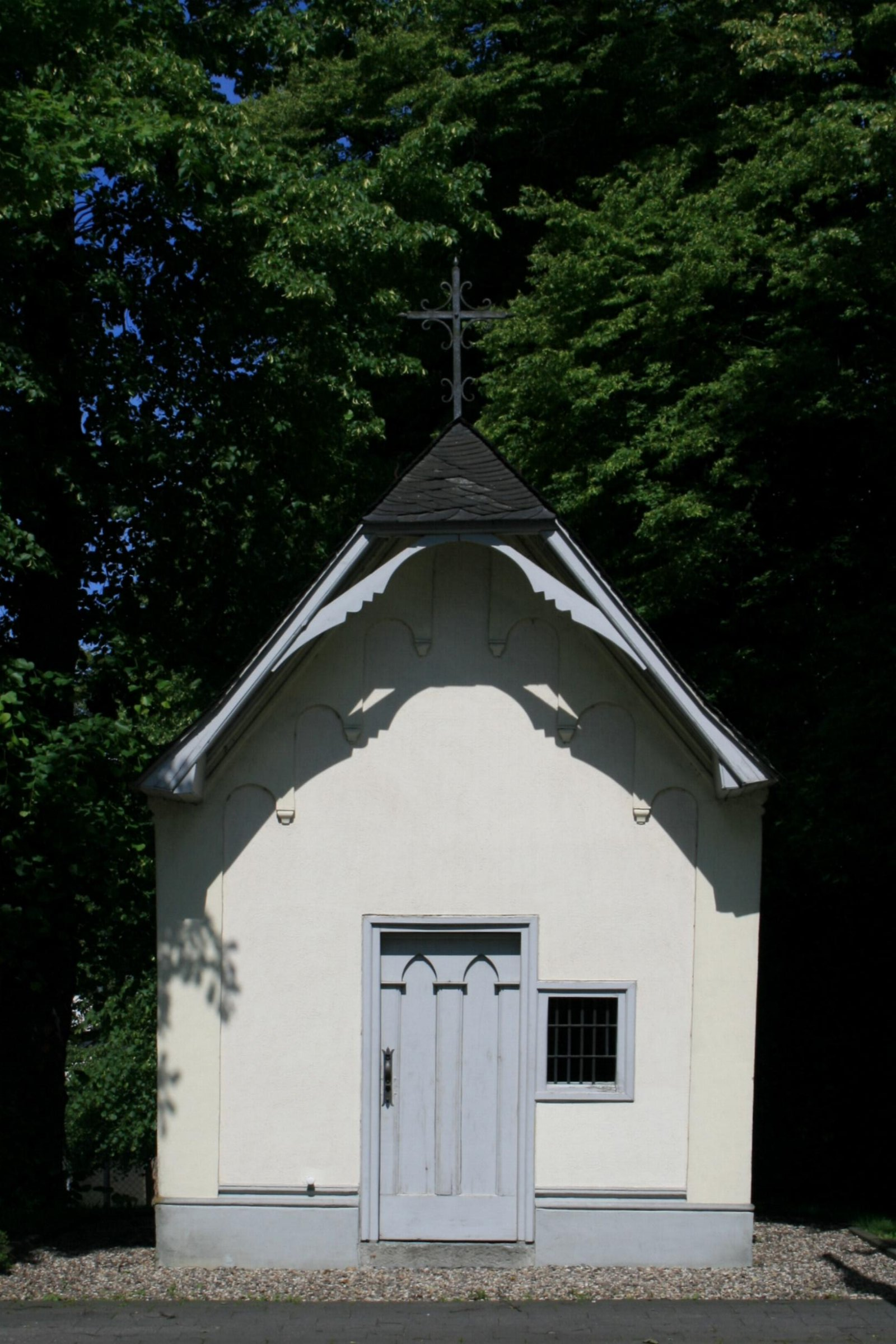
Drei-Heister-Kapelle (2010)

Die Drei-Heister-Kapelle steht im Stadtteil Neuwerk in Mönchengladbach (Nordrhein-Westfalen), Krefelder Straße 371.
Das Gebäude wurde in der zweiten Hälfte des 19. Jahrhunderts erbaut. Es wurde unter Nr. K 035  am 2. Juni 1987 in die Denkmalliste der Stadt Mönchengladbach eingetragen.

## Architektur
Die Dreiheister-Kapelle (Hainbuche-Kapelle) stammt aus der zweiten Hälfte des 19. Jahrhunderts. Die verehrten Patrone sind die hl. Cosmos und Damian, Johannes und der Nothelfer Vitus.
Das allseitig freistehende Kapellchen wird von einem umlaufenden Schmutzsockel unterfangen. Die Stirnseite zeigt einen hochrechteckigen Eingang mit rechts danebenliegendem Fenster, das auch bei geschlossener Tür einen Blick in den Innenraum gestatten soll. Das Dach ist schiefergedeckt.